# Przemysław Jurek
Przemysław Jurek (ur. 30 sierpnia 1975 w Kłodzku) – polski pisarz, dziennikarz, satyryk i scenarzysta.

## Życiorys
Urodził się w 1975 roku w Kłodzku. Skończył polonistykę na Uniwersytecie Wrocławskim, mieszka we Wrocławiu.
Debiutował jako poeta w 1994 roku w „Twórczości”. Rok później wydał tomik wierszy Demo. Publikował swoje wiersze w pismach i almanachach. Miał własną rubrykę w „Przekroju” i wrocławskiej „Wieży Ciśnień”. Współpracował też m.in. z „Gazetą Wyborczą”, „Muzą”, dziennikiem "Polska The Times" i portalem Onet.pl. W 2005 roku wydał książkę satyryczną Kinoteatrzyk w przekroju. Pisał scenariusz do części odcinków serialu telewizyjnego „Singielka” oraz do serialu "Druga szansa", jest też współscenarzystą filmu fabularnego Gotowi na wszystko. Exterminator w reż. Michała Rogalskiego.

## Twórczość literacka
- Demo, NKL OGMA, Nowa Ruda 1995
- Kinoteatrzyk w przekroju (2005) ISBN 978-83-89640-39-0
- Kochanowo i okolice  (2010) ISBN 978-83-61725-21-3 oraz (2013) ISBN 978-83-63885-17-5
- W pogoni za Metalliką (2013) ISBN 978-83-63885-35-9